# Bodljastolisna kukavičica
Bodljastolisna kukavičica (četinjasta graholika, bodljastolisna graholika, grašolika šćetkolistna, lat. Lathyrus setifolius), jednogodišnja raslinja iz porodice mahunarki raširena po čitavom Sredozemlju, uključujući i Hrvatsku.
Listovi su kopljasti a usamljeni cvijet na dugoj stabljici naračasto crvene je boje.

## Sinonimi
- Lathyrus amphicarpos Gouan
- Lathyrus gouanii Rouy
- Lathyrus prostratus Brign.
- Lathyrus saronensis Eig
- Orobus setifolius (L.) Philippe
- Vicia amphicarpos Gouan